# Памятник Сергею Чаплыгину
Па́мятник Серге́ю Чаплы́гину — памятник советскому механику и математику, одному из основоположников современной аэромеханики и аэродинамики, члену Академии наук СССР Сергею Чаплыгину. Установлен в 1960 году возле дома, в котором учёный долгое время жил и где с 1979-го расположена музей-квартира академика. Авторами проекта являются скульптор Зиновий Виленский и архитектор Юрий Иванович Гольцев. В 1974 году взят под государственную охрану.
Белый мраморный бюст учёного выполнен с большим портретным сходством и помещён на высокий гранитный постамент с надписью: «Герой Социалистического Труда. Академик Сергей Алексеевич Чаплыгин. 1869—1942».